# Peter Fonda
Peter Fonda, född 23 februari 1940 i New York i New York, död 16 augusti 2019 i Los Angeles, var en amerikansk skådespelare och regissör. Han var son till Henry Fonda, samt yngre bror till Jane Fonda och far till Bridget Fonda. 
Fonda fick sitt genombrott som motorcykelburen hippie i den kultförklarade Easy Rider 1969. Fonda medverkade mest därefter i en rad mindre uppmärksammade äventyrsfilmer, bland annat Attack mot Eiffeltornet (1980). För sin roll i filmen Ulee’s Gold (1997) nominerades han till en Oscar för bästa manliga huvudroll, en roll han vann en Golden Globe Award för. Han fick även en Golden Globe för sin roll i TV-filmen The Passion of Ayn Rand.
Peter Fonda har inspirerat The Beatles-låten "She Said She Said" på LP:n Revolver 1966.

## Filmografi i urval
- 1966 – De vilda änglarna
- 1967 – Tripp till helvetet
- 1969 – Easy Rider
- 1980 – Attack mot Eiffeltornet
- 1997 – Ulee's Gold
- 1998 – Stormen (TV-film)
- 1999 – The Passion of Ayn Rand (TV-film)
- 1999 – The Limey
- 2007 – Ghost Rider
- 2007 – Wild Hogs
- 2007 – 3:10 to Yuma
- 2008 – Japan
- 2009 – The Perfect Age of Rock 'n' Roll
- 2009 – Boondock Saints II: All Saints Day
- 2010 – A Handful of Beans
- 2013 – The Harvest